# 福莫薩鎮區 (阿肯色州范布倫縣)
福莫薩鎮區（英語：Formosa Township）是位於美國阿肯色州范布倫縣的一個行政鎮區。

## 地方資料
福莫薩鎮區的面積為53.29平方千米，當中陸地面積為52.78平方千米，而水域面積為0.51平方千米。根據2010年美國人口普查的數據，當地共有人口675人，而人口密度為每平方千米12.67人。